# Aplogruppo K (Y-DNA)
In genetica umana l'aplogruppo K (M9, P128, PF5500) o KT del cromosoma Y è un aplogruppo del cromosoma Y umano, ramo del macro aplogruppo IJK. Secondo le regioni in cui erano dispersi i principali subcladi, è probabile che K (M9) abbia avuto origine nel subcontinente indiano, circa 47.400 anni fa (comunque in un periodo compreso tra 53.900 e 40.000 anni fa).
I due grandi cladi di K(M9) sono LT, che si è diffuso principalmente ad ovest; e K2, che inizialmente migrò verso est.

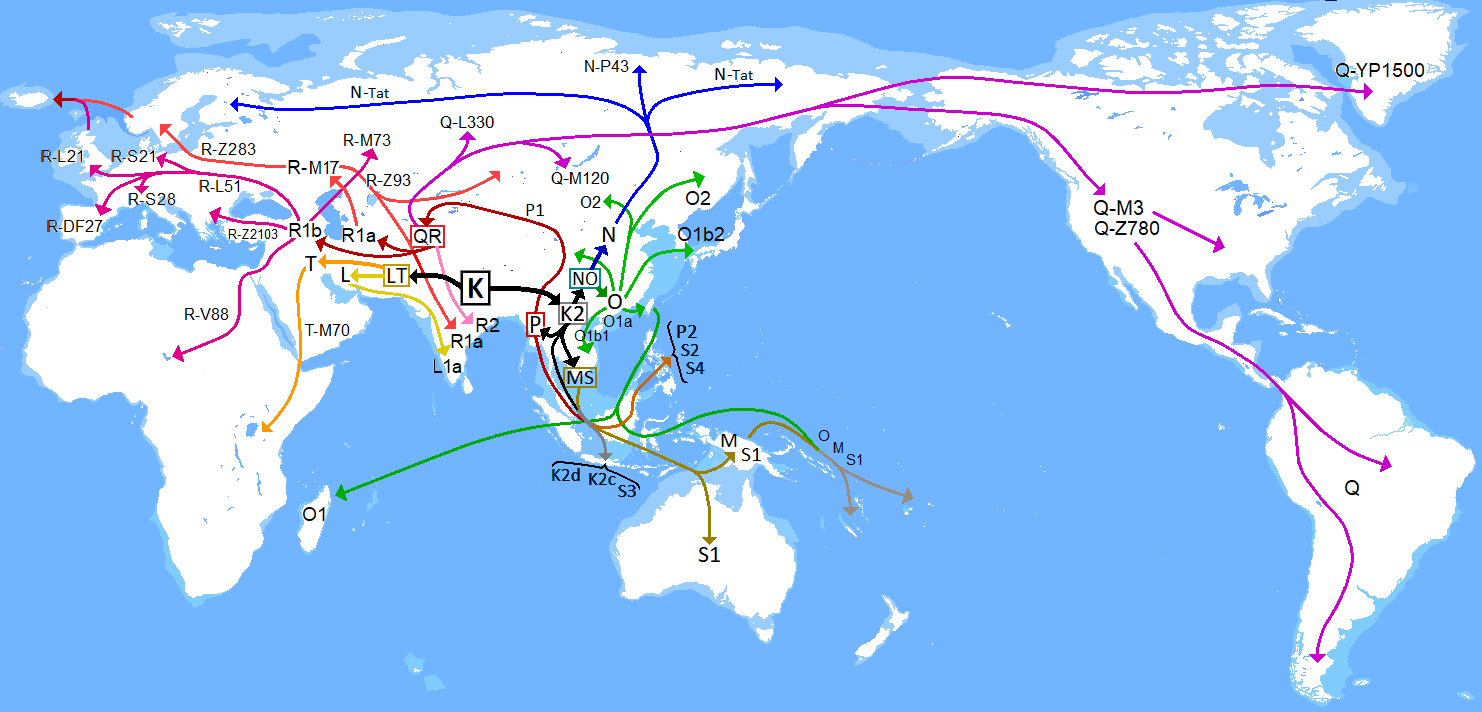
Origine e dispersione dell'aplogruppo K del cromosoma Y.

## Aplogruppo LT
L'aplogruppo LT o K1 (L298/P326, CTS12815) ha avuto origine circa 45.000 anni fa. Ha una presenza importante nell'Asia meridionale, tuttavia, la maggiore diversità è nel Vicino Oriente.
- L (M20) è importante nell'Asia meridionale e nel Medio Oriente, estendendosi a ovest fino all'Europa.[4]

- T (M184) è diffuso principalmente in Europa, Medio Oriente, India, Corno d'Africa e Caucaso meridionale.[5]

## Aplogruppo K2
L'aplogruppo K2 o K-M526 (M526/PF5979/rs2033003), precedentemente chiamato K(xLT), MNOPS o semplicemente K, si diffuse ampiamente in Asia, diversificandosi in molteplici gruppi che spaziarono dal Sud-est asiatico all'Asia orientale, all'Europa, all'Asia centrale, all'India e verso il continente americano.
La popolazione originaria si sarebbe insediata prima nel sud-est asiatico, poiché questa regione costituisce il suo centro di espansione. La diffusione dell'aplogruppo K2 è stata ampia ma si è scissa in molti rami, secondo il seguente albero filogenetico:
- K2* è stato trovato nei resti dell'uomo di Ust'-Ishim in Omsk risalenti a 45.000 anni fa, che è considerato il più antico Homo sapiens in Siberia.[3]
- K2c (P261), precedentemente chiamato K3 o K4, è stato trovato a Bali (Indonesia).[6]
- K2d (P402), trovato in Giava.[6]
- K2e (M147), precedentemente noto come K1, è stato trovato con basse frequenze in India e Pakistan[2].
- K2a (M2335)
  - K-Y28299 poco è stato trovato in India e Pakistan.[7] Probabilmente correlato a K2e.
  - NO (M214)
    - N (M231) è tipico dell'Eurasia settentrionale.
    - O (M175) predomina in estremo oriente.
- K2b (P331, L405)
  - MS o K2b1 (P399)
    - M (P256) spicca in Melanesia.
    - S (P405) tipico degli aborigeni australiani e degli isolani del Pacifico, compresi i negritos delle Filippine.

  - P (PF5850)
    - P2 (F20148) comune nelle Filippine.
    - P1 (M45) 
      - Q (M242) soprattutto nei nativi americani.
      - R (M207) dispersi principalmente in Europa e nell'Asia meridionale.
        - R1 (M173)
          - R1a (M420)
          - R1b (M343)

        - R2 (M479)